# Shenzhen Zhongzhou Holdings Financial Center
El Shenzhen Zhongzhou Holdings Financial Center es un rascacielos ubicado en la ciudad china de Shenzhen. La construcción del edificio comenzó oficialmente en 2009, siendo finalizado en 2014. Con una altura de 303 metros es el sexto rascacielos más alto de la ciudad, después del Kingkey 100, el Shun Hing Square, el Hon Kwok City Center, el East Pacific Center y el Shenzhen CFC Changfu Centre.